# Holywell Music Room

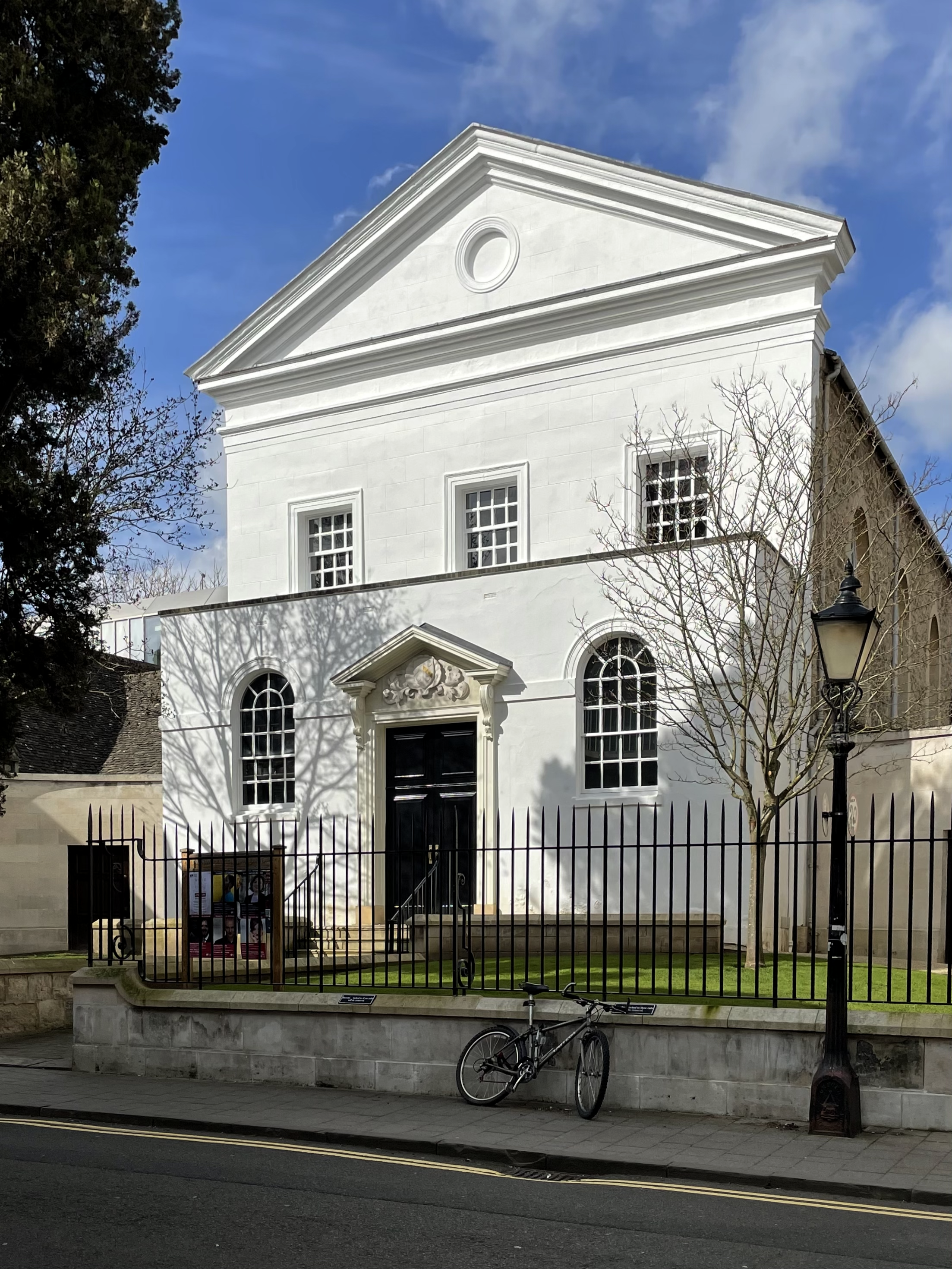
Vue de la Holywell Music Room en 2021

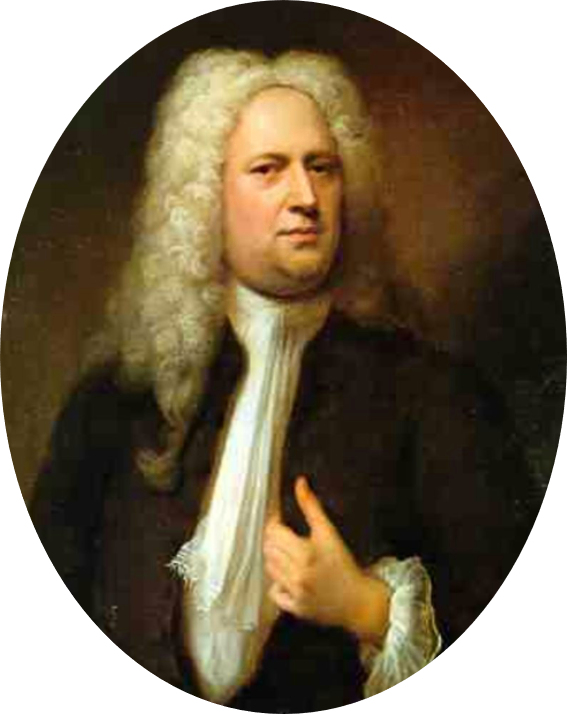
George Frideric Handel (1685–1759), qui a joué dans la Holywell Music Room.

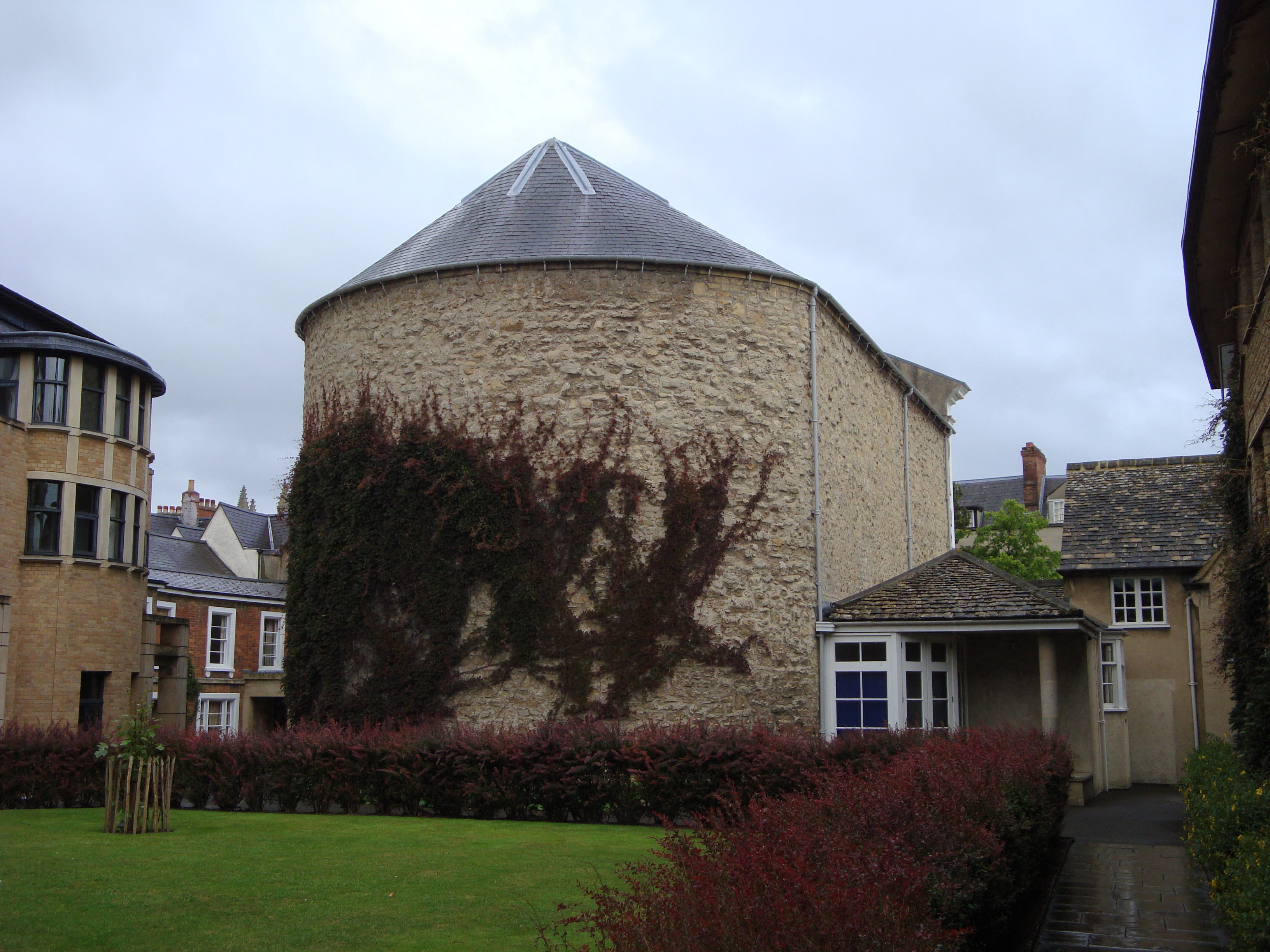
Holywell Room - Vue arrière

La Holywell Music Room ou (salle de musique Holywell en français) est la salle de musique de chambre de la ville d'Oxford, située sur rue Holywell dans le centre-ville, et fait partie du Wadham College. Elle est généralement considérée comme la plus ancienne salle de musique construite à cet effet en Europe, et donc la première salle de concert de Grande-Bretagne.

## Histoire
La salle de musique Holywell, située dans les locaux du Wadham College d'Oxford, est l'une des anciennes salles de concert construites à cet effet dans le monde, et donc la plus ancienne d'Europe. Avant l'avènement des salles de concert, les récitals avaient lieu dans des lieux privés aristocratiques, des cours royales ou des églises. Le bâtiment a été construit en 1748, probablement sous la direction de William Hayes et conçu par le Dr Thomas Camplin, le vice-principal de St Edmund Hall. Ce lieu a joué un rôle important dans la popularisation de la musique de Joseph Haydn dans l'Angleterre du XVIIIe siècle. Haydn était en effet le compositeur le plus joué entre 1788 et 1791 ; à court terme, il n'a pas pu assister à une visite planifiée du lieu lors de son séjour à Oxford en 1791,.
En 1836, le bâtiment était également utilisé à d'autres fins que les concerts, notamment pour des ventes aux enchères et des expositions. Dans les années 1870, l'Oxford Philharmonic Society donnait des préoccupations hebdomadaires. En 1910, le bâtiment a été loué par l'Oxford University Musical Union. Le bâtiment a été classé classé Grade II * en 1954, puis restauré en 1959,.

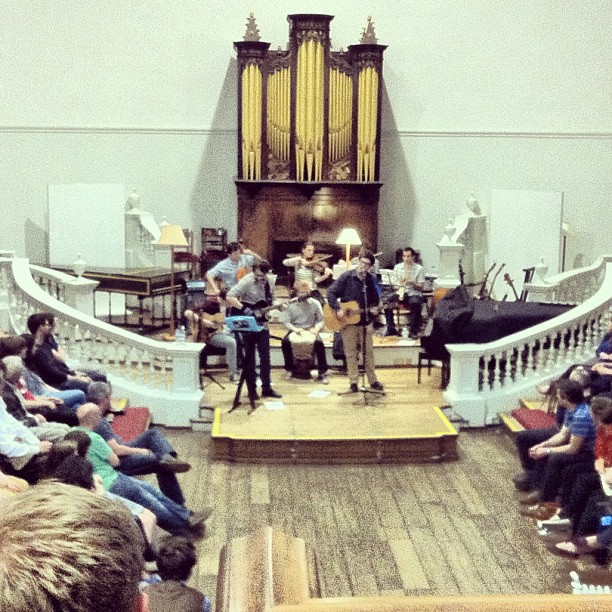
L'intérieur et l'orgue

## Bâtiment

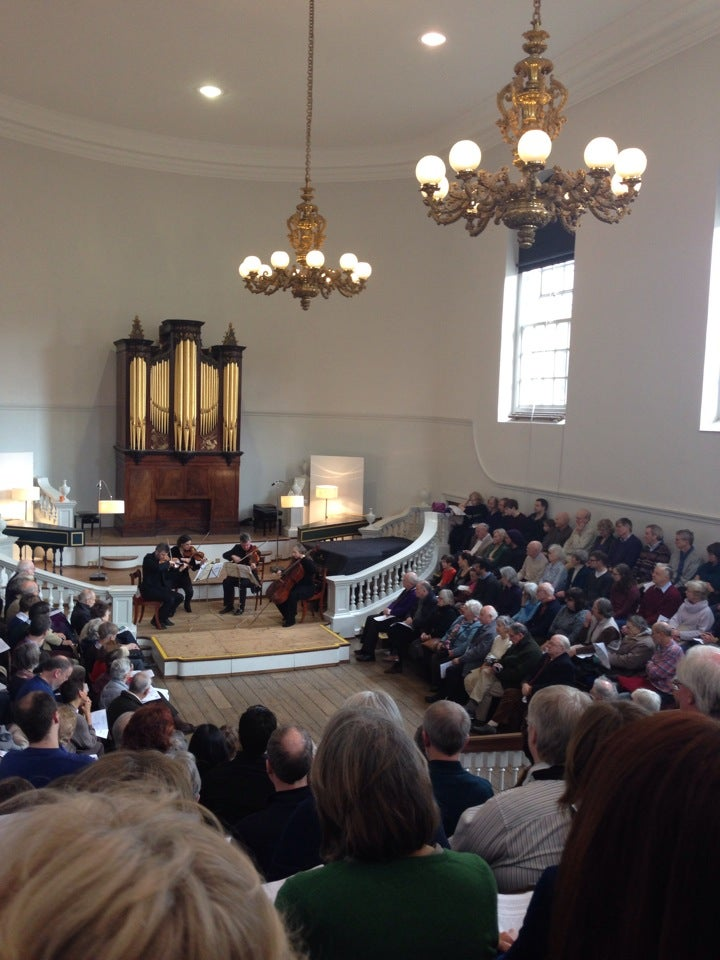
Un quatuor à cordes jouant de la musique de chambre dans la salle

La construction du bâtiment a couté 1 263 £ et 10 s, soit environ 2,5 millions de £ en 2018 et comprenait des lustres qui avaient été précédemment accrochés à Westminster Hall pour le couronnement de George IV et donnés au Wadham College . Le bâtiment a été financé par souscription publique. L'auditorium peut accueillir 200 personnes, comprend un orgue, qui date probablement des années 1800 et est originaire des Pays-Bas . La salle est le lieu d'une grande variété de spectacles musicaux.

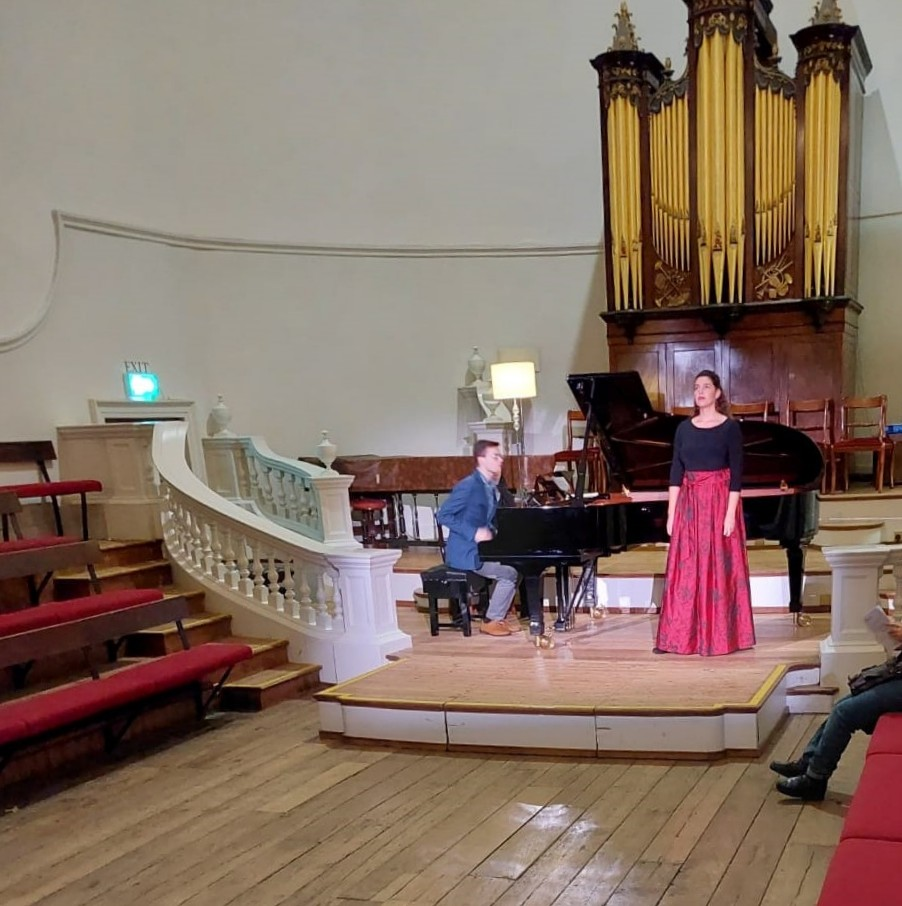
Une chanteuse et son accompagnateur participent à la finale du Concours de Jeunes Chanteurs (Young Singers' Competition) organisée par Bampton Classical Opera en décembre 2021 dans la Holywell Music Room

## Voir également
- Sheldonian Theatre
- St Hilda's College (Oxford)